# Lego Builder's Journey
Lego Builder's Journey (estilizado como LEGO Builder's Journey) é um jogo eletrônico de quebra-cabeça desenvolvido pela Light Brick Studio e publicado pela The Lego Group. Lançado em 19 de dezembro de 2019, ele era originalmente um jogo exclusivo para o serviço Apple Arcade para iOS e macOS. Entretanto, o jogo foi mais tarde portado para Nintendo Switch e Microsoft Windows, estando estas versões disponíveis desde 22 de junho de 2021. Lego Builder's Journey e Lego Brawls são os dois primeiros jogos de Lego disponíveis para Apple Arcade.

## Desenvolvimento e lançamento

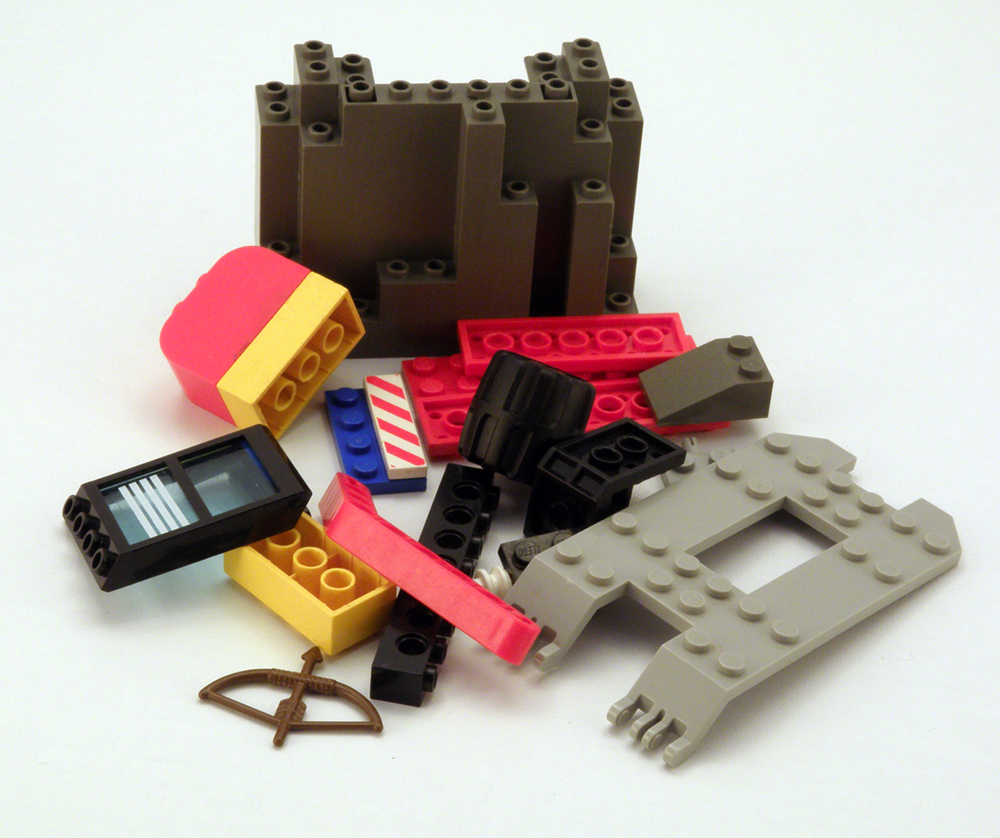
Conjunto de blocos em LEGO

O jogo, originalmente desenvolvido sob o título Lego Arthouse, foi descrito pela Lego como "uma jornada narrativa sobre o próprio brincar, tocando profundamente na ideia de que só envelhecemos porque paramos de brincar. Direcionado a uma audiência mais madura, ele é uma expressão do valor da criatividade em uma história de amadurecimento, situada em um micromundo de LEGO muito inspirado por nossa comunidade AFOL." Ele foi o primeiro jogo desenvolvido pela Light Brick Studio, o estúdio de desenvolvimento interno da The Lego Group.
Durante o desenvolvimento, o título foi mudado de Lego Arthouse para Lego Builder's Journey. Lego Builder's Journey foi lançado em 19 de dezembro de 2019. Em 22 de junho de 2021, ele foi lançado para Nintendo Switch e Microsoft Windows. A versão do jogo para Microsoft Windows usa a tecnologia Nvidia RTX.

## Recepção
Segundo o agregador de críticas Metacritic, Lego Builder's Journey recebeu "críticas geralmente positivas", com uma nota média agregada de 80 de 100 em sua versão para iOS e Microsoft Windows e 79 de 100 em sua versão para Nintendo Switch.
No Golden Joystick Award de 2020, Lego Builder's Journey venceu o prêmio na categoria "Jogo Mobile do Ano".